# Lista de distribuidoras de filmes no Brasil
Esta lista de distribuidoras de filmes no Brasil tem por critério o calendário de estreias do cinema da Filme B.

## Lista
As distribuidoras que estão separadas por uma barra (/) indicam que elas fizeram uma associação para o comércio dos filmes
- 360 WayUp/CanZión Films
- 4 ventos
- 400 Filmes
- 7Estrelo Filmes
- A2 Filmes[2]
- Agencia Observatorio
- Alpha Filmes
  - Alpha Filmes/Pandora Filmes
- Anagrama Filmes
- Arco Audiovisual
- Arcoplex
- Art/Serendip
- Arteplex Filmes
- ArtHouse
- Asacine
- Bang Filmes[3]
- Bela Filmes
- Bodhgaya Filmes
- Bollywood Filmes
- Bonfilm
  - Bonfilm/Espaço Filmes
- Bossa Nova Films
- Boulevard Filmes
- Boutique Filmes
- Brazucah Produções
- Bretz Filmes
  - Bretz Filmes/Pagu Pictures
  - Bretz/Afinal Filmes
  - Bretzbl/Videofilmes
  - Bretzvl/MyMama
- Cafco Films
- Caliban
- California Filmes[4]
  - Califórnia/Imagem
- Camarada Filmes
- Canal Brasil
- Canzion Films Brasil
- Carioca Filmes
- Casa de Cinema de Porto Alegre
- Cattleya
- Cavídeo
- Celeste
  - Celeste/Sereia Filmes
- Cicatrix Filmes
- Ciclorama Filmes
- Cineart Filmes
- Cinecolor[5]
- Cineluz
- Cinemark
- Cinépolis
- CineSanta Filmes
- CineSesc
- Cinespaço
- Cinevideo
- Circuito Cinearte
- Com Domínio Filmes
- Comalt
- Contents 360
- Copa Filmes
- Copacabana
- Copacabana Filmes
- Coqueirão Pictures
- Coragem Distribuidora[6]
- Corazón Produções
- CPC-UMES Filmes[7]
- Cultura Maior [8]
- CUP Filmes[9]
- Dada'n Zen Produções
- Dark Light Media
- Descoloniza Filmes[10]
- Diamond Films[11]
  - Diamond/Galeria[12]
- Disney
  - Disney/Galeria
  - Disney/20th Century
  - Disney/Star
- Docdoma Filmes
- Documenta Filmes
- Downtown Filmes
  - Downtown/Paris
- Drama Filmes
- Dunamys Films
- EH! Filmes
  - EH! Filmes/Synapse
- Elite Filmes
  - Elite Filmes/A2 Filmes
- Elo Company
  - Elo Company/Europa
  - Elo Company/H2O
- Embaúba Filmes
  - Embaúba Filmes/Pique-Bandeira Filmes
- Emer
  - Emerging Pictures
- Enkapothado Filmes/MUK
- Esfera Filmes
  - Esfera/Europa
  - Esfera/Vitrine
- Espaço Filmes[13]
  - Espaço Filmes/Vitrine
  - Espaço Filmes/Gullane
  - Espaço Filmes/VideoFilmes
- Espaço Itaú de Cinema
- Estação Filmes
- Estação Luz Filmes
- Europa Filmes
  - Europa Filmes/Universal
  - Europa/Mares Filmes[14]
  - Europa/RioFilme
- Fênix Filmes
  - Fênix Filmes/Escarlate
- Festival Filmes
- Film Connection
- Filmes da Mostra
- Filmes de Vagabundo
- Filmes do Estação
- Filmes do Festival
- Filmes do Mix
- FJ Cines
- Flix Media
- Flow
- Formosa Filmes
- Forte Filmes
- G7 Cinema
- Galeria Distribuidora
- Galeria Filmes
- Gatacine
- Gávea Filmes
  - Gávea Filmes/Pipoca & Filmes
- Giros Produtora
- Graça Filmes
- Guarujá Produções
- Gullane Distribuidora
- H2O Films
  - H2O/ArtFilms/Serendip
  - H2O/Universal
- Hype101
- Ideias Ideais/Nossa Distribuidora
- Imagem Filmes
  - Imagem/California
  - Imagem/Conspiração
  - Imagem/RioFilme
- IMAX
- Imovision[15]
  - Imovision/Film Connection
- IMS
- Inquieta Cine
- Inquietude
- Ipecine
  - Ipecine/Olhar Distribuição
- It Filmes
- Itaú Cultural
- IvinFilms
- Kinofilmes
- Kinopus
- Kinoscópio
- Klaxon Cultura Audiovisual
- Lagoa Filmes
- Lança Filmes
  - Lança Filmes/Okna Produções
  - Lança/Lotado
- Lapfilme/Polifilmes
- Lira Filmes
- Livres Filmes
- Ludwig Maia
- Lume Filmes
- MA7 Filmes/Consulado
- Maff Distribuidora
- Mares Filmes
  - Mares Filmes/A2 Filmes
  - Mares/Alpha Filmes
- Maria Farinha Filmes
- Maverick Motion Brasil
- Mercúrio Produções
- Milocos Entretenimento
- Mira Filmes
- Miração Filmes
- MMTV
- Mobz
- Modo Operante Produções
- Moro Filmes
- MovieMobz
- Netflix
- Nossa Distribuidora
  - Nossa/Remake Filmes
- O2 Play
  - O2 Play/Paris Filmes
- Okna
- Olé Produções
- Olhar Distribuição
- Omni Lab/Freestyle Releasing
- Orange Group
- Osmose filmes
- Outros Filmes
- Pagu Pictures
  - Pagu Pictures/Bretz Filmes
  - Pagu Pictures/Imovision
- Panda Filmes
- Pandora Filmes
  - Pandora/Europa
  - Pandora/Fênix Filmes
- Para
- Paramount Pictures
- Paris Filmes
- Pequi Filmes
- Petrini Filmes
- Pietà Filmes
- Pipa
- Pipa Produções
- Pipoca & Filmes
  - Pipoca & Filmes/Forte Filmes
  - Pipoca Filmes
- Pique-Bandeira Filmes
- PlayArte
- Plural Filmes
- Polifilmes
  - Polifilmes/Spcine
  - Polifilmes/Spcine
  - Polifilmes/Plateau Filmes
  - Polifilmes/Asacine
  - Polifilmes/Bitelli Filmes
- Ponto de Equilíbrio Imagens
- Prana Filmes
- Preta Portê Filmes
- Primo Filmes
- Raça Ruim Filmes
- Raccord Produções
- Raiz Distribuidora
- Rézo Films
- RioFilme
- RT Features
- Salvador Filmes
- Santa Luzia Filmes
- Santa Rita Filmes
- SATO Company
- Satyros Cinema
- Sereia Distribuidora
- Sereia Filmes
- Serendip
- Signopus
- Sony Pictures
  - Sony/H2O
  - Sony/RioFilme
  - Sony/Vitrine Filmes
- Supo Mungam Films[16]
- Synapse Distribution
- Tatu Filmes
- Taturana Mobilização Social
- Taus Audiovisuais
- Televisa
- Terratreme
- TGD Filmes
- Tigre Filmes
- Tremè Produções
- Tucumán Filmes
  - Tucuman/Europa
  - Tucuman/Fênix Filmes
- TV Cultura
- UCI
- Universal Studios
  - Universal/Europa/Elo
- Urca Filmes
- Usina Digital
- Videofilmes
  - Videofilmes/Espaço Filmes
- Vilacine
- Vinny Filmes
- Vitrine Filmes[17]
  - Vitrine Filmes - Sessão Vitrine
- VPC Cinemavídeo
- Walper Ruas
- Warner Bros
  - Warner/RioFilme
- Zahir Company
- Zapata Filmes
- Zazen
  - Zazen/Nossa
  - Zazen/RioFilme
- Zeta Filmes[18]
  - Zeta Filmes/FJ Cines